# Orakei Korako
Orakei Korako of de 'verborgen vallei' ligt aan de zuidkant van het Ohakurimeer op het Noordereiland van Nieuw-Zeeland. De belangrijkste geothermische bezienswaardigheid is het Emerald Terrace, het grootste van zijn soort in Nieuw-Zeeland.

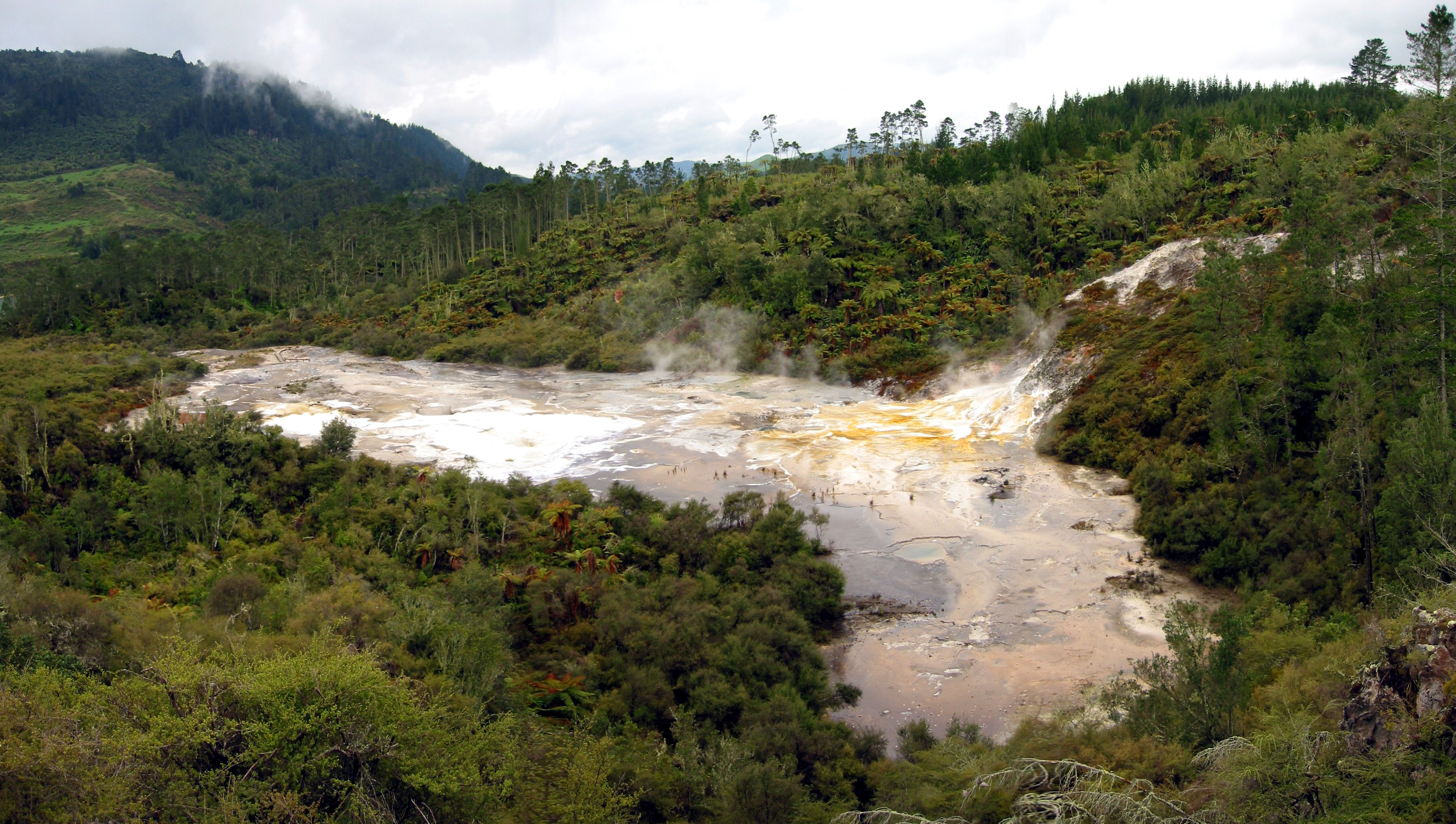
Emerald Terrace Orakei Korako